# Čogjal
Čogjal (darma kralji, tibetanščina ཆོས་རྒྱལ - chos rgjal, sanskrt धर्मराज dharmarāja) so bili monarhi nekdanjega kraljestva Sikim, ki je pripadal namgjalski rodbini. Čogjal je bil absolutistični monarh Sikima od 1642 do 1975, ko je bila monarhija ukinjena in so njeni prebivalci na referendumu glasovali za to, da Sikim postane 22. zvezna država Indije. 

## Zgodovina
Od leta 1642 do 1975 je Sikimu vladala monarhija Namgjal (imenovana tudi monarhija Čogjal), ki jo je ustanovil Fantsog Namgjal, potomec v petem kolenu Guruja Tašija, princa hiše Minjak, ki je prišel v Sikim iz province Ham v Tibetu. Čogjal pomeni 'pravični vladar' in je bil naslov, ki so ga podeljevali budističnim kraljem Sikima med vladavino monarhije Namgjal.
Vladavino Čogjala je napovedal zavetnik Sikima, Guru Rinpoče. Svetnik iz 8. stoletja je napovedal vladavino kralja, ko bo prispel v deželo. Leta 1642 je bil Funcog Namgjal okronan kot prvi Čogjal Sikima v Yuksomu. Kronanje kralja je bil velik dogodek in okronali so ga trije spoštovani lame, ki so tja prispeli iz treh različnih smeri, in sicer s severa, zahoda in juga.

## Čogjal kralji Sikima

### Seznam čogjalov
| Slika | Ime                                       | Čas vladavine                         | Soproga                            | Opombe |
|       | Fantsog Namgjal I. ཕྱག་རྡོར་རྣམ་རྒྱལ་           | 1642 - 1670                           |                                    | 1. čogjal Na prestol se je povzpel in bil posvečen kot prvi čogjal Sikima. Za prestolnico je naredil Juksom v Zahodnem Sikimu. |
|       | Tensang Namgjal བསྟན་སྲུང༌རྣམ་རྒྱལ་             | 1670 - 1700                           |                                    | 2. čogjal sin Funcog Namgjala. Preselil glavno mesto iz Juksoma v Rabdence, ki so ga kasneje uničili Gurke. |
|       | Čakdor Namgjal ཕྱག་རྡོར་རྣམ་རྒྱལ་               | 1700 - 1717                           |                                    | 3. čogjal Njegova pol-sestra Pendiongmu ga je poskušala Čakdorja vreči s trona, ki pa je zbežal v Lasa, ter bil nato ponovno postavljen kot kralj s pomočjo Tibetancev. |
|       | Gjumd Namgjal འགྱུར་མེད་རྣམ་རྒྱལ་               | 1717 - 1733                           |                                    | 4. čogjal Sikim so napadli Nepalci. |
|       | Fantsog Namgjal II. ཕུན་ཚོགས་རྣམ་རྒྱལ་         | 1733 - 1780                           | Angel Šer-pa, Khiti Fukpa, Tergjen | 5. čogjal Nepalci so oplenili Rabdence, takrat glavno mesto Sikima. |
|       | Čandzod Tamding                           | 1733                                  |                                    | uzurpator |
|       | Tenzing Namgjal བསྟན་འཛིན་རྣམ་རྒྱལ་            | 1780 - 1793                           | Anjo Gjaljum                       | 6. čogjal Zbežal v Tibet, takrat pod Dinastijo Čing, kjer je kasneje v izgnanstvu tudi umrl. |
|       | Tcufad Namgjal གཙུག་ཕུད་རྣམ་རྒྱལ་              | 1793 - 1863                           | Lebrong, Menči, neznana            | 7. čogjal sin Tenzing Namgjala. Najdlje vladajoči Čogjal v Sikimu. Prenos prestolnice iz Rabdence v tretjo prestolnico Tumlong. Leta 1817 je bila podpisana Titalska pogodba med Sikimom in Britansko Indijo, v kateri so bila ozemlja, izgubljena zaradi Nepala, dodeljena Sikimu. Dardželing je bil podarjen Britanski Indiji leta 1835. Dva Britanca, dr. Campbella in dr. Hookerja, so Sikimci ujeli leta 1849. Sovražnosti med Britanijo in Sikimom so se nadaljevale in privedle do pogodbe iz Tumlonga leta 1861, s čimer je Sikim de facto postal britanski protektorat. |
|       | Sidkiong Namgjal སྲིད་སྐྱོང་རྣམ་རྒྱལ་             | 1863 - 1874                           | Peding                             | 8. čogjal sin Tcufad Namgjala. |
|       | Fatob Namgjal མཐུ་སྟོབས་རྣམ་རྒྱལ་               | 1874 - 1914                           |                                    | 9. čogjal pol-brat Sidkiong Namgjala. John Claude White je bil leta 1889 imenovan kot prvi politični oficir ali politični predstavnik Britancev v Kraljevini Sikim. Leta 1894 je bilo glavno mesto prenešeno iz Tumlonga v četrto in zadnje glavno mesto Gangtok. |
|       | Sidkiong Tilkju Namgjal སྲིད་སྐྱོང་སྤྲུལ་སྐུ་རྣམ་རྒྱལ་ | 11. februarja 1914 – 5. decembra 1914 |                                    | 10. čogjal sin Fatob Namgjala. Najkrajši čas vladajoči Sikimski čogjal. Umrl zaradi srčnega zastoja, v zelo sumljivih okoliščinah. |
|       | Taši Namgjal བཀྲ་ཤིས་རྣམ་རྒྱལ་                 | 5. decembra 1914 – 2. decembra 1963   | Kunzang Dečen                      | 11. čogjal pol-brat Sidkiong Tilkju Namgjala. Drugi najdalj časa vladajoči Sikimski čogjal. Sporazum med Indijo in Sikimom je bil podpisan leta 1950, ki je zagotavljal pokroviteljstvo Indije nad Sikimom. |
|       | Palden Tǝndǝp Namgjal དཔལ་ལྡན་དོན་འགྲུབ་རྣམ་རྒྱལ | 2. december 1963 – 18. maja 1975      | Sangei Deki, Hope Cooke            | 12. in zadnji čogjal; sin Taši Namgjala. Zadnji Sikimski čogjal. Dežela je postala ena od zveznih držav Indije, po referendumu leta 1975. |

### Titularni čogjali
Sin iz prve poroke Palden Thondupa Namgjala, Vangčuk Namgjal (Sikimsko: དབང་ཕྱུག་བསྟན་འཛིན་རྣམ་རྒྱལ་; rojen 1. aprila 1953), je bil po očetovi smrti 29. januarja 1982 imenovan za 13. čogjala, vendar ta položaj ne daje več nobenih uradnih pooblastil.
| Titularni (1975 – danes) |                   |                   |                               |
| ime                      | Začetek vladanja  | Konec vladavine   | Opombe                        |
| Palden Thondup Namgjal   | 10. aprila 1975   | 29. januarja 1982 | Sin Tašija Namgjala           |
| Vangčuk Namgjal          | 29. januarja 1982 | Uslužbenec        | Sin Paldena Thondupa Namgyala |

### Kraljeva zastava
- Kraljeva zastava Sikima 1877-1975 –

## Vladarji drugih himalajskih kraljestev

### Druk Gjalpo iz Butana
V Butanu je dharmaraja ali pravični kralj naziv, ki je bil podeljen tudi posebnemu razredu začasnih in duhovnih vladarjev. V Butanu so Čogjalu podelili spoštljiv naziv Žabdrung. V tem kontekstu je bil Čogjal priznana reinkarnacija (ali zaporedje reinkarnacij) Šabdrung Ngavanga Namgjala, tibetanskega ustanovitelja Butana iz 17. stoletja. Na položaju najvišjega pomena je bil butanski čogjal nad najvišjo samostansko oblastjo Dže Khenpo in najvišjim začasnim vladarjem Deb Radžo ali Druk Desijem. V Butanu sta bili dve glavni vrsti inkarnacij Žabdrungov.

### Gjalpo iz Ladaka
Regiji Ladak je vladala ločena linija rodbine Namgjal, ki je trajala od 1460 do 1842 in je bila imenovana Gjalpo iz Ladaka.